# Lacunosus
Lacunousus är en specialform hos moln som anger att molnet består av tunna skikt med mer eller mindre regelbundet fördelade hål. Många av hålen har fransförsedda kanter. Hålen är ofta anordnade på ett iögonfallande sätt som för tanken till ett nät eller en vaxkaka.
Specialformen finns huvudsakligen hos cirrocumulus och altocumulus, men kan i sällsynta fall även uppträda hos stratocumulus.